# 崔恒
崔恒（：／，1409年—1474年），字貞父（정부），號太虛亭（태허정）、㠉梁（동량），本貫朔寧崔氏。朝鮮王朝早期學者和官吏。諡號文靖（문정）。
1434年朝鮮世宗時代通過科舉，成為集賢殿副修撰，協助創造訓民正音，同時有分參與撰寫東國通鑑和制訂經國大典。